# Taishi Sunagawa
Taishi Sunagawa (砂川 太志 Sunagawa Taishi?, nacido el 20 de enero de 1990 en Okinawa) es un exfutbolista japonés. Jugaba de defensa y su último club fue el Matsue City FC de Japón.

## Trayectoria

### Clubes
| Club           | País  | Año         |
| -------------- | ----- | ----------- |
| FC Ryukyu      | Japón | 2012 - 2014 |
| Matsue City FC | Japón | 2015        |

## Estadística de carrera

### J. League
| Club      | Año   | J. League | J. League | Copa J. League | Copa J. League | Total | Total |
| Club      | Año   | Part.     | Goles     | Part.          | Goles          | Part. | Goles |
| --------- | ----- | --------- | --------- | -------------- | -------------- | ----- | ----- |
| FC Ryukyu | 2014  | 9         | 0         | -              | -              | 9     | 0     |
| Total     | Total | 9         | 0         | 0              | 0              | 9     | 0     |